# Soilwork
Soilwork – szwedzka melodic death metalowa grupa utworzona w 1995 roku pod nazwą Inferior Breed.

## Historia
Po wydaniu dema "In Dreams We Fall Into The Eternal Lake" nazwa została zmieniona na Soilwork, która według muzyków bardziej odpowiadała stylowi prezentowanej przez nich muzyki. Ich wyjątkowy styl typowy dla metalu z Göteborga stanowiły ciężkie metalowe riffy z końca lat 70. i początku 80, ale na ich nowych płytach znajdziemy także elementy z amerykańskiego alternatywnego metalu co dodaje melodyczności ich utworom. Najnowsze utwory zawierają więcej śpiewu i wyraźniejsze, bardziej wpadające w ucho melodie.
Pod koniec 2005 roku, gitarzysta Peter Wichers opuścił zespół. Postanowił zająć się produkcją muzyki dla innych zespołów. Ta zmiana spowodowała wśród fanów niezadowolenie ponieważ Wichers był bardzo ważnym członkiem zespołu. Miał swój wyjątkowy styl, którego nikt nie zastąpi. Wichers powrócił do zespołu w 2008 roku.
4 lutego 2007 roku Soilwork poszukiwał nowego gitarzysty ze Szwecji. Na trasie koncertowej tymczasowym gitarzystą zostaje Andreas Holma. Po tej trasie koncertowej planują wybrać jednego z gitarzystów, których mieli podczas koncertowania. 17 Lutego zespół podczas House of Metal Festiwal w Umeå ogłasza, że ich nowym gitarzystą zostaje Daniel Antonsson.
W marcu 2007 roku zespół zaczął nagrywać materiał na nowy album zatytułowany "Sworn to a Great Divide", prace nad albumem zakończyły się w czerwcu. Płyta ukazała się 19 października 2007 roku i była promowana podczas trasy koncertowej "Eastpack Antidote", na której Soilwork wystąpił wraz z grupami Caliban oraz Sonic Syndicate.
Premiera ósmego albumu studyjnego grupy odbyła się 2 lipca 2010 roku. Nowe wydawnictwo nosi nazwę The Panic Broadcast.

## Muzycy
| - Björn „Speed” Strid – śpiew (od 1995) - Sven Karlsson – instrumenty klawiszowe (od 2001) - Sylvain Coudret – gitara (od 2008) - David Andersson – gitara (od 2012) - Markus Wibom – gitara basowa (od 2015) | - Bastian Thusgaard – perkusja (od 2016) - Ronny Gutierrez – gitara (od 2016) - Richard Evensand – perkusja (2003-2004) - Dave Witte – perkusja (2005) - Peter Wildoer – perkusja (2006) - David Andersson – gitara (2008, 2011) | - Peter Wichers – gitara (1996-2005, 2008-2012) - Ola Frenning – gitara (1998–2008) - Daniel Antonsson – gitara (2006–2008) - Carl-Gustav Döös – gitara basowa (1995-1997) - Mattias Nilsson – gitara (1995-1997) - Ludvig Svartz – gitara (1995-1998) - Jimmy Persson – perkusja (1995–1998) - Henry Ranta – perkusja (1998–2003) - Richard Evensand – perkusja (2003–2004) - Carlos Del Olmo Holmberg – instrumenty klawiszowe (1998-2001) - Ola Flink – gitara basowa (1998-2015) - Dirk Verbeuren – perkusja (2004-2016) |

## Dyskografia
| Rok                            | Tytuł                                                                             | Pozycja na liście | Pozycja na liście | Pozycja na liście | Pozycja na liście | Pozycja na liście | Pozycja na liście | Pozycja na liście | Pozycja na liście |
| Rok                            | Tytuł                                                                             | FIN               | SWE               | AUT               | CHE               | GRE               | DEU               | JPN               | USA               |
| ------------------------------ | --------------------------------------------------------------------------------- | ----------------- | ----------------- | ----------------- | ----------------- | ----------------- | ----------------- | ----------------- | ----------------- |
| 1998                           | Steelbath Suicide - Data: 20 maja 1998 - Wydawca: Listenable, Century Media       | –                 | –                 | –                 | –                 | –                 | –                 | –                 | –                 |
| 2000                           | The Chainheart Machine - Data: 8 lutego 2000 - Wydawca: Listenable, Century Media | –                 | –                 | –                 | –                 | –                 | –                 | –                 | –                 |
| 2001                           | A Predator’s Portrait - Data: 19 lutego 2001 - Wydawca: Nuclear Blast             | –                 | –                 | –                 | –                 | –                 | –                 | 78                | –                 |
| 2002                           | Natural Born Chaos - Data: 25 marca 2002 - Wydawca: Nuclear Blast                 | –                 | –                 | –                 | –                 | –                 | –                 | 59                | –                 |
| 2003                           | Figure Number Five - Data: 22 kwietnia 2003 - Wydawca: Nuclear Blast              | 23                | 59                | –                 | –                 | –                 | 52                | 43                | –                 |
| 2005                           | Stabbing the Drama - Data: 28 lutego 2005 - Wydawca: Nuclear Blast                | 19                | 14                | 63                | –                 | –                 | 52                | 41                | –                 |
| 2007                           | Sworn to a Great Divide - Data: 19 października 2007 - Wydawca: Nuclear Blast     | 19                | 25                | 57                | 74                | –                 | 37                | 45                | 148               |
| 2010                           | The Panic Broadcast - Data: 2 lipca 2010 - Wydawca: Nuclear Blast                 | 14                | 29                | 47                | 60                | 44                | 24                | 42                | 88                |
| 2013                           | The Living Infinite - Data: 27 lutego 2013 - Wydawca: Nuclear Blast               | 10                | 19                | 22                | 36                | —                 | 17                | 61                | 60                |
| 2015                           | The Ride Majestic - Data: 28 sierpnia 2015 - Wydawca: Nuclear Blast               | 12                | 22                | 37                | 49                | –                 | 30                | 63                | 103               |
| "—" pozycja nie była notowana. |                                                                                   |                   |                   |                   |                   |                   |                   |                   |                   |

| 2002                           | "As We Speak"         | – | Natural Born Chaos      |
| 2002                           | "Black Star Deceiver" | – | Natural Born Chaos      |
| 2003                           | "Light the Torch"     | – | Figure Number Five      |
| 2003                           | "Rejection Role"      | – | Figure Number Five      |
| 2005                           | "Stabbing the Drama"  | 7 | Stabbing the Drama      |
| 2005                           | "Nerve"               | – | Stabbing the Drama      |
| 2007                           | "Exile"               | – | Sworn to a Great Divide |
| "—" pozycja nie była notowana. |                       |   |                         |

| Rok  | Tytuł                                                                                        |
| ---- | -------------------------------------------------------------------------------------------- |
| 1997 | In Dreams We Fall into the Eternal Lake (demo) - Data: 1997 - Wydawca: brak (wydanie własne) |
| 2004 | The Early Chapters (EP) - Data: 20 stycznia 2004 - Wydawca: Listenable                       |
| 2010 | The Sledgehammer Files (kompilacja) - Data: 30 czerwca 2010 - Wydawca: Avalon                |

## Teledyski
| Rok  | Tytuł                 | Reżyseria      | Album                   | Źródło |
| ---- | --------------------- | -------------- | ----------------------- | ------ |
| 2002 | "As We Speak"         | —              | Natural Born Chaos      | [ 17 ] |
| 2003 | "Rejection Role"      | —              | Figure Number Five      | [ 17 ] |
| 2004 | "Light The Torch"     | —              | Figure Number Five      | [ 17 ] |
| 2005 | "Nerve"               | Ralf Strathman | Stabbing The Drama      | [ 18 ] |
| 2005 | "Stabbing The Drama"  | —              | Stabbing The Drama      | [ 17 ] |
| 2007 | "Exile"               | —              | Sworn To A Great Divide | [ 17 ] |
| 2009 | "20 More Miles"       | Olle Carlsson  | Sworn To A Great Divide | [ 19 ] |
| 2010 | "Deliverance Is Mine" | Ivan Colic     | The Panic Broadcast     | [ 20 ] |
| 2011 | "Let This River Flow" | Tommy Jones    | The Panic Broadcast     | [ 21 ] |